# Formule Nissan v roce 2000

## Velké ceny
| Datum        | Závod       | Vítěz             | Vůz        | Výsledky |
| ------------ | ----------- | ----------------- | ---------- | -------- |
| 26. březen   | Valencia    | Giuseppe Burlotti | Coloni CN1 | Výsledky |
| 26. březen   | Valencia    | Antonio García    | Coloni CN1 | Výsledky |
| 16. duben    | Montmelo    | Giuseppe Burlotti | Coloni CN1 | Výsledky |
| 16. duben    | Montmelo    | Giuseppe Burlotti | Coloni CN1 | Výsledky |
| 21. květen   | Jarama      | Antonio García    | Coloni CN1 | Výsledky |
| 21. květen   | Jarama      | Patrice Gay       | Coloni CN1 | Výsledky |
| 18. červen   | Albacete    | Andrea Belicchi   | Coloni CN1 | Výsledky |
| 18. červen   | Albacete    | Giuseppe Burlotti | Coloni CN1 | Výsledky |
| 16. červenec | Magny Cours | Antonio García    | Coloni CN1 | Výsledky |
| 16. červenec | Magny Cours | Rui Aguas         | Coloni CN1 | Výsledky |
| 6. srpen     | Donnington  | Angel Burgueño    | Coloni CN1 | Výsledky |
| 6. srpen     | Donnington  | Angel Burgueño    | Coloni CN1 | Výsledky |
| 1. říjen     | Monza       | Andrea Belicchi   | Coloni CN1 | Výsledky |
| 1. říjen     | Monza       | Patrice Gay       | Coloni CN1 | Výsledky |
| 5. listopad  | Valencia    | Giuseppe Burlotti | Coloni CN1 | Výsledky |
| 5. listopad  | Valencia    | Antonio García    | Coloni CN1 | Výsledky |